# Przysucha
Przysucha è un comune urbano-rurale polacco del distretto di Przysucha, nel voivodato della Masovia.
Ricopre una superficie di 181,31 km² e nel 2004 contava 12 448 abitanti.